# Marko Elsner
Pour les articles homonymes, voir Elsner.
Marko Elsner, né le 11 avril 1960 à Ljubljana (Yougoslavie) et mort dans la même ville le 18 mai 2020, est un footballeur yougoslave qui évoluait au poste de défenseur à l'Olimpija Ljubljana, à l'Étoile rouge de Belgrade, à l'OGC Nice et à l'Admira Vienne ainsi qu'en équipe de Yougoslavie puis en équipe de Slovénie.

## Biographie
Marko Elsner ne marque aucun but lors de ses quatorze sélections avec l'équipe de Yougoslavie entre 1983 et 1988 et ses deux sélections avec l'équipe de Slovénie entre 1992 et 1993. Il participe au Championnat d'Europe 1984 et aux Jeux olympiques de Los Angeles avec la Yougoslavie.
Considéré comme "l'un des meilleurs footballeurs de Yougoslavie", Marko Elsner meurt le 18 mai 2020 des suites d'une longue maladie.

### Vie privée
Son fils Luka Elsner fut également joueur de football avant de devenir entraîneur.

## Palmarès

### En club
- Champion de Yougoslavie en 1984 avec l'Étoile rouge de Belgrade
- Vainqueur de la Coupe de Yougoslavie en 1985 avec l'Étoile rouge de Belgrade

### Enéquipe de Yougoslavie
- 14 sélections entre 1983 et 1988
- Médaille de bronze aux Jeux Olympiques de 1984

### Enéquipe de Slovénie
- 2 sélections entre 1992 et 1993